# François Véron Duverger de Forbonnais
François Véron Duverger de Forbonnais (1722-1800) fue un economista político francés y colaborador de L'Encyclopédie.

## Biografía
François Véron Duverger de Forbonnais nació en Le Mans y se educó en París. Después de trabajar en el negocio textil de su padre, se instaló en París y se convirtió en inspector general de la acuñación francesa en 1752.
Dirige el Journal de l'agriculture, du commerce et des finances en la década de 1760 y ayudará a redactar el noble Cahier de Doleances de Le Mans en 1789. 

## Obras
- Considérations sur les finances d'Espagne, 1753
- Elémens du commerce, 1754
- Questions sur le commerce des françois au Levant, 1755
- Essai sur l'admission des navires neutres dans nos colonies, 1756
- Recherches et considérations sur les finances de France depuis 1595 jusqu'en 1721, 1758
- Principes et observations oeconomiques, 1767